# جادوی تو (فیلم)
جادوی تو یا جادوی تو کار کرد (به هندی: Tera Jadoo Chal Gayaa) فیلمی است محصول سال ۲۰۰۰ و به کارگردانی ای موتو است. در این فیلم بازیگرانی همچون آبیشک باچان، کرتی ردی، سانجای سوری، قادرخان، پارش راوال، جانی لور، تیکو تالسانیا، فریده جلال، هیمانی شیوپوری و کیرتی ردی ایفای نقش کرده‌اند.